# 北県
北県（きたけん、ハイチ語: Nò, ノー）はハイチ北部の県 (Depatman)。県庁所在地はカパイシャン。
面積は約 2,106 km² で人口は1,067,177人 (2015年)。

## 歴史
1789年当時砂糖のプランテーションにより北県の辺りはサン＝ドマングでも最も栄えた地域だった。山塊に遮られ奴隷たちが他の地域から孤立していたため、入植者は特に経済的な自治を強く望み、奴隷たちが反乱に参加しないだろうと予想したが、1791年8月22日多くの奴隷が蜂起し内戦が始まった。数千の奴隷が自由を求め入植者と戦った。10日後に奴隷たちは北県全域を掌握し、白人は幾つかの防備された拠点に固まった。その後2ヶ月間奴隷たちは2千の白人を殺し、280の農園を焼き払った。これがハイチ革命の始まりだった。
1804年ハイチは自由な共和国となったが、南北に分裂し北部がアンリ・クリストフの指導下の黒人支配地域となった。クリストフは1811年アンリ1世としてハイチ国王に即位した。1820年アンリが自殺するとジャン・ピエール・ボワイエが王国の併合を要求し、10月26日に2万の軍勢によりカプ・アンリが陥落し、ハイチは再統一された。

## 隣接する県
北にカリブ海に面し、東に北東県、南に中央県、南西にアルティボニット県、西に北西県と接する。

## 下位行政区画
カプ・アイシアン郡、アキル・ディノー郡、グランヌ・リヴィエ・ディノー郡、サン・ラファイェル郡、オボイ郡、ランベ郡、プレザンス郡の7つの郡 (awondisman) が置かれている。

## 脚註
1. 1 2  http://www.ihsi.ht/pdf/projection/Estimat_PopTotal_18ans_Menag2015.pdf
2. ↑  Jan Rogozinski, A Brief History of the Caribbean, New York: Facts on File, Inc., 1999. p.167, ISBN 0-8160-3811-2
3. ↑  Franklin W. Knight,The Caribbean: The Genesis of a Fragmented Nationalism, 2nd, New York: Oxford University Press, 1990, pp.204-208. ISBN 0-19-505441-5
4. ↑  Kreyol.Com